# Roter Laubkampffisch
Der Rote Laubkampffisch (Betta channoides) stammt aus der Provinz Ost-Kalimantan auf Borneo. Er gehört zu den Labyrinthfischen die auch Sauerstoff aus der Luft atmen können und zu den Maulbrütern, bei denen die Männchen die Eier in ihrem Kehlsack ausbrüten.

## Merkmale
Die Gesamtlänge wird bis zu 8 Zentimeter angegeben, häufiger jedoch 3–5 cm. Die Grundfarbe der männlichen Tiere ist rot (von rötlich braun bis goldrot). Schwanz- und Bauchflossen sind mit einem leuchtenden, schwarz-weißen Rand versehen. Die Weibchen haben einen rotbraunen Körper sowie Flossen.
Vom Weißsaum-Zwergkampffisch (Betta albimarginata) unterscheiden sich die adulten Laubkampffisch-Männchen durch eine fehlende schwarze Abstufung auf der Rückenflosse, ansonsten sind sie mit bloßem Auge kaum von ihren Cousins zu unterscheiden. Auch die Jungfische des Roten Laubkampffisches sind in den ersten Lebenstagen heller gefärbt, während die des Betta albimarginata durchgehend schwarz sind. Man geht beim Roten Laubkampffisch von einer Alterspanne von 3 – 5 Jahren aus.
Der zur Familie der Labyrinthfische gehörende Rote Laubkampffisch verfügt über das sogenannte Labyrinthorgan, mit dessen Hilfe er auch atmosphärische Luft atmen kann.

## Vorkommen

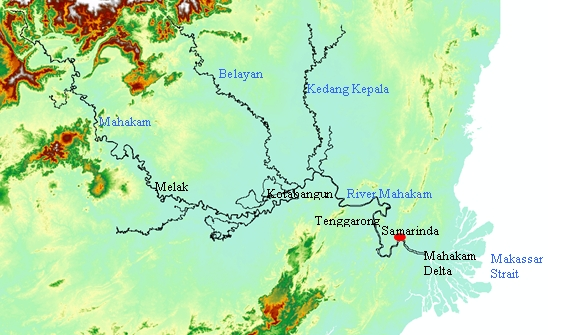
Mahakam, Ost-Kalimantan, Borneo

Das Verbreitungsgebiet beschränkt sich auf Borneo. Nachgewiesene Fundorte sind unbenannte Schwarzwasserströme die dem Mahakam zufließen. Exemplare wurden in der Nähe von Mujub, Sungai Merimum sowie Muarapahu gesammelt. Er bewohnt durch Laub-Tannine braungefärbte, saure Gewässer und wird oft unter Pflanzenlaub sowie Baumwurzeln vorgefunden.

## Ökologie
Die Wassertemperaturen variieren zwischen 22 und über 30 Grad Celsius. Die pH-Werte liegen zwischen 4,0 und 6,5 bei einer Gesamthärte von bis unter 1°dGH.
In der Aquaristik hat sich gezeigt, dass der Rote Laubkampffisch eine größere Toleranz gegenüber Temperatur und Gesamthärte hat. Die Quellenlage ist hierbei sehr unterschiedlich. Es scheint vielen Aquarianern gelungen die Fische auch in einer Gesamthärte von 10 – 15°dGH zu halten, Temperaturen bis 21 Grad und auch unterschiedlichen Leitwerten. Lediglich ein leicht saurer pH-Wert ist in den Quellen konstant.

## Fortpflanzung
Rote Laubkampffische sind paternale Maulbrüter.
Zur Fortpflanzung findet sich ein Paar zusammen, welches für ungefähr eine Woche die Nähe zueinander sucht. Hierbei ist es das Weibchen das gegenüber anderen Artgenossen ein aggressives Territorialverhalten zeigt.
Die Paarung findet in Bodennähe statt.
Bevorzugt wird eine schattige, geschützte Lage. Nach mehreren Umschlingungen entlässt das Weibchen die Eier die vom Männchen im Kehlsack aufgesammelt werden. Dabei kann es zum „Vorspucken“ kommen, bei dem das Weibchen die Eier selbst aufsammelt und dem Männchen übergibt.
Während der Brutperiode von ca. 14 bis 21 Tagen nimmt das Männchen keine Nahrung zu sich und verweilt versteckt an geschützten Orten (wie unter Pflanzen/Laub an der Wasseroberfläche oder unter Holz-/Wurzelwerk am Boden). Das Weibchen vertreibt in dieser Zeit Artgenossen aus dem Brutbereich.
Die Dauer des Brütens hängt von den Wasserwerten und der Temperatur ab (Beispiel: Bei einer Härte von 6 – 8°dGH und 21 – 24 Grad betrug die Brutzeit 17 Tage).
Nach dieser Zeit wird eine kleine Gruppe voll entwickelter Jungfischen (5 – 10 Tiere wird von Aquarianern als gut angegeben während in der Forschung bis zu 13 Jungtiere überlebten) vom Vater ins Wasser ausgespuckt.

Die Größe der Elterntiere hat dabei einen Einfluss auf die Anzahl der Fischlarven. 
In der Aquaristik hat sich gezeigt, dass männliche Rote Laubkampffische das Brüten erst erlernen müssen. So kann es zu mehreren Brutvorgängen kommen, bis es einem Männchen gelingt die Hungerperiode erfolgreich zu überstehen ohne die Eier zu verschlucken oder anderweitig zu verlieren.
Die vollentwickelten Jungfische sind ca. 3–6 mm groß und suchen die Wasseroberfläche auf. Nach einer Woche jagen sie bereits aktiv bis 10 cm unter der Wasseroberfläche. Bei ausreichenden Ausweichmöglichkeiten und Ernährung stellen die Eltern den Jungfischen selbst im Aquarium nicht nach.

## Ernährung
Rote Laubkampffische sind karnivor und aktive Jäger. Sie fressen Insekten, Zooplankton und Würmer (auch im Wasser vorkommende Egel), die sie entweder an der Wasseroberfläche oder am Bodengrund erbeuten.
Es wird beschrieben, dass sie leicht zu überfüttern sind, da sie konstant auf Nahrungssuche sind und dadurch Futter immer dankbar annehmen.

## Verhalten

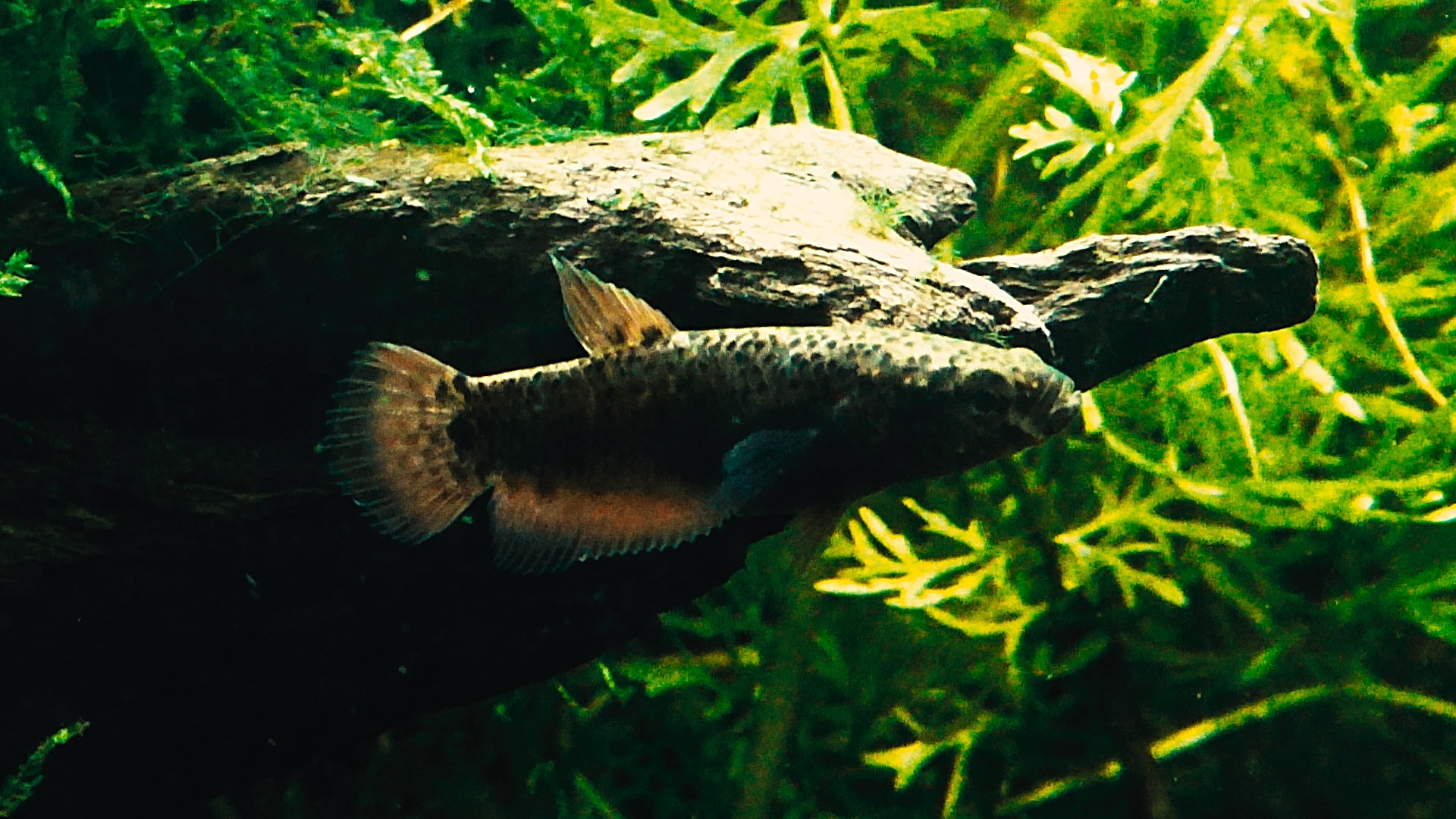
Dominantes Rotes Laubkampffisch Weibchen

Rote Laubkampffische kommen in lockeren Gruppenverbänden vor. Dominante Tiere zeigen sich selbstbewusst durch Ausfärbung von Körper und Flossen. Die Fische schwimmen gern an der Wasseroberfläche und ruhen sich auch dort unter Blatt- und Wurzelwerk aus, aber zwängen sich ebenso durch Blattwerk am Boden entlang. Im allgemeinen bevorzugen sie einen sicheren Rückzugsort der meist in Bodennähe liegt oder einer Höhle gleicht (wie Wurzelwerk von Mangroven). Dieser Rückzugsort wird bei Störung aufgesucht.
Es kann zu kurzen Reibereien kommen die jedoch meist friedlich verlaufen. In der Laichzeit wird das Verhalten der eierlegenden Weibchen aggressiver und sie vertreiben Artgenossen aus dem Brutbereich. In diesem attackiert das Weibchen auf Sicht, insofern hängt die Größe des Territoriums von der Gestaltung des Ortes ab (das Mindestmaß beträgt 30 × 30 cm).
Bei Stress und Laichbereitschaft zeigen die Fische ein Längsstreifenmuster auf dem Körper das jedoch bei dominanten Tieren schwächer ausfallen kann. Männchen signalisieren Paarungsbereitschaft durch eine intensive (Rot-)Färbung. Dieselbe Rotfärbung kombiniert mit aufgestellten Flossen sowie Kiemendeckeln dient der Abschreckung und als Imponiergehabe.

## Haltung
Rote Laubkampffische können in Paaren bis hin zu kleinen Gruppen gehalten werden. Da die Weibchen ebenso territorial und dementsprechend aggressiv sind wird von einigen Aquarianern zu einem Männerüberschuss geraten, da die männlichen Tiere es meist bei Drohungen belassen. Die weiblichen Tiere gelten generell bei Betta channoides als aggressiver.

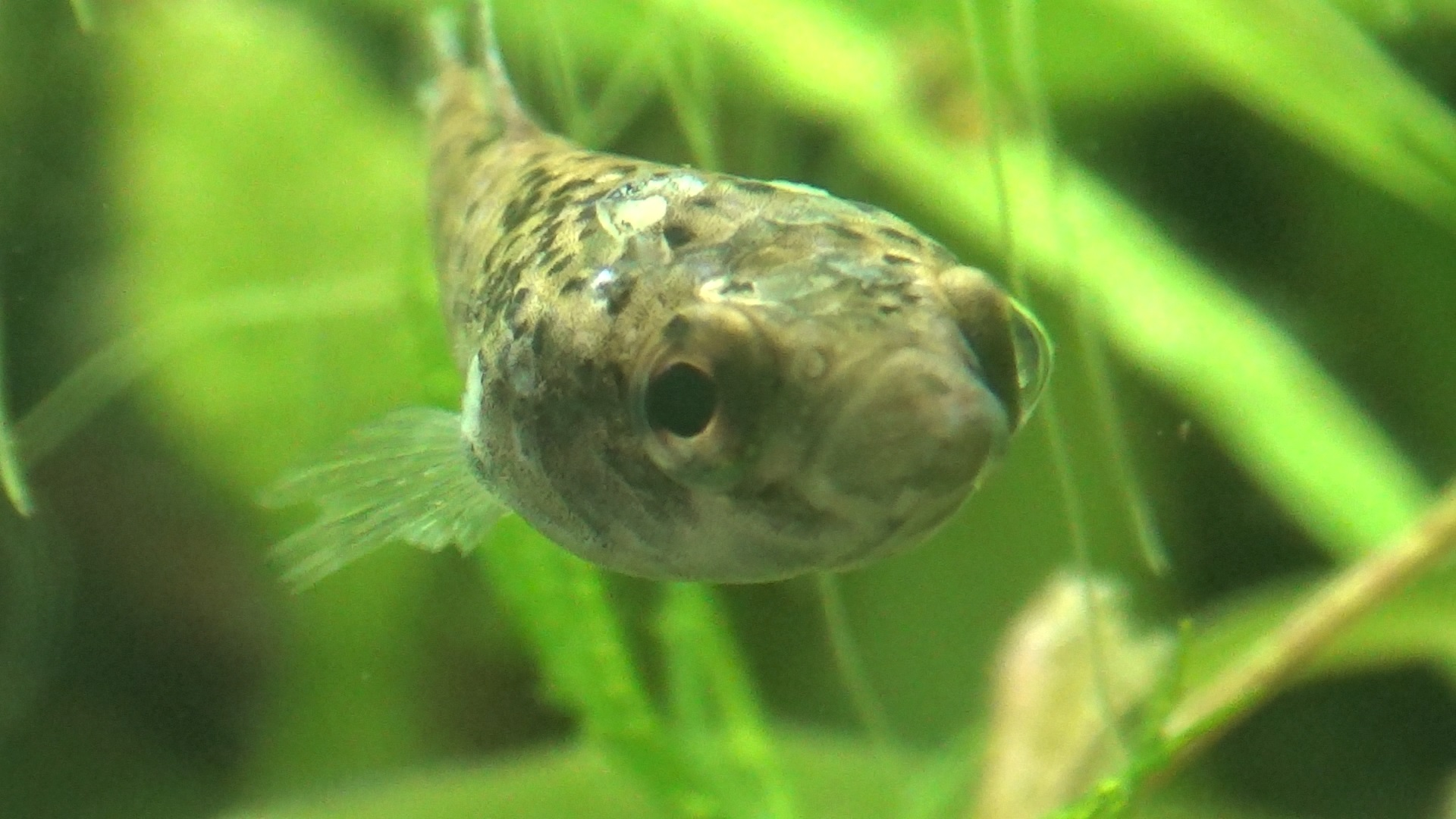
Adultes Rotes Laubkampffisch Weibchen mit infizierten Bisswunden von einem dominanten Weibchen

In einigen Quellen wird vorgeschlagen, Rote Laubkampffische in sogenannten Nano-Becken zu halten. Das ist nicht nach dem Bundesministerium für Landwirtschaft, Ernährung und Heimat.
Ein Pärchen braucht in Deutschland mindestens ein Becken mit 60 cm Kantenlänge. Eine Gruppe sollte ab einem Becken von mindestens 80 cm gehalten werden, damit überhaupt eine Struktur zu Stande kommen kann, die den Tieren ermöglicht sich aus dem Weg zu gehen. Ansonsten werden Krankheiten riskiert die aus Bissverletzungen oder Unfällen bei der Flucht resultieren und über kurz oder lang die Lebensdauer der Fische beeinträchtigt.
Wichtig für diese Fische sind fixe Rückzugsorte. Bei gleichem Layout präferieren sie Holz Unterstände (auch Kokosnussschalen) vor Laub vor Stein- oder Tonhöhlen. Ein im dunkeln liegender Ankerpunkt in den sie flüchten können ist für Rote Laubkampffische unentbehrlich.
Eine Laubschicht aus Blättern bietet sich an. Pflanzen sind nicht unbedingt notwendig, bieten jedoch Vorteile wie Sichtschutz, Ruheplätze und Schattenwurf die ansonsten von einem Hardscape und Beckengröße übernommen werden müssen.
Das Becken sollte über eine leichte Oberflächenströmung verfügen und halbschattig sein. Generell der Lichteinfluss gedimmt. Schwimmpflanzen sind von Vorteil, gerade für die Aufzucht von Jungfischen.
Eine Abdeckung sollte vorhanden sein, da Laubkampffische herausragende Springer sind.
An Futter nehmen Rote Laubkampffische alle gängigen Lebendfuttersorten (Mückenlarven, Daphnien etc.) an. An Schnecken oder ausgewachsene Garnelen gehen sie äußert selten. Junggarnelen werden bis Maulgröße gefressen. Für die Brut ist es wichtig, dass die Männchen sehr gut im Futter stehen, damit sie die Eier in der Fastenperiode nicht als Nahrungsressource verbrauchen.
Für die Vergesellschaftung eignen sie sich nur bedingt, da sie territoriale Fische sind die alle Beckenregionen ausnutzen. Friedliche Mitbewohner wie z. B. Zwergbärblinge, friedliche Bodenfische (wie Dornaugen), Burmastichlinge etc. sind kein Problem solange sie selbst nicht als Beute angesehen werden können. In der Regel wird ein Artbecken empfohlen, auch mit der Begründung, dass die Tiere in der freien Natur als Gefährdet in der Rote Liste gefährdeter Arten vom IUCN eingestuft werden.
In ihrem natürlichen Lebensraum finden sich kleinere Barben sowie Schmerlen.